# Коваль Роман Борисович
Рома́н Бори́сович Коваль (нар. 25 травня 1983 — 30 червня 2016) — сержант Збройних сил України, учасник російсько-української війни.

## Життєпис
Народився 1983 року в селі Вищеольчедаїв (Мурованокуриловецький район, Вінницька область). Закінчив вищеольчедаївську загальноосвітню школу, створив сім'ю, проживав в своєму селі.
У квітні 2015 року мобілізований; сержант, командир відділення, 56-та окрема мотопіхотна бригада. Брав участь у бойових діях.
30 червня 2016 року Роман підірвався на протипіхотній міні поблизу села Павлопіль (Волноваський район) — тягнув телефонну лінію та, повертаючись із завдання, натрапив на «розтяжку», його напарник зазнав поранення в ногу.
3 липня 2016 року похований у селі Вищеольчедаїв.
Без Романа залишились дружина Галина, та двоє синів — 2006 і 2013 р.н.

## Нагороди та вшанування
- указом Президента України № 476/2017 від 27 жовтня 2016 року «за особисту мужність і високий професіоналізм, виявлені у захисті державного суверенітету та територіальної цілісності України, вірність військовій присязі» — нагороджений орденом «За мужність» III ступеня (посмертно)[1]